# Revolutionsmonumentet i Mexico City

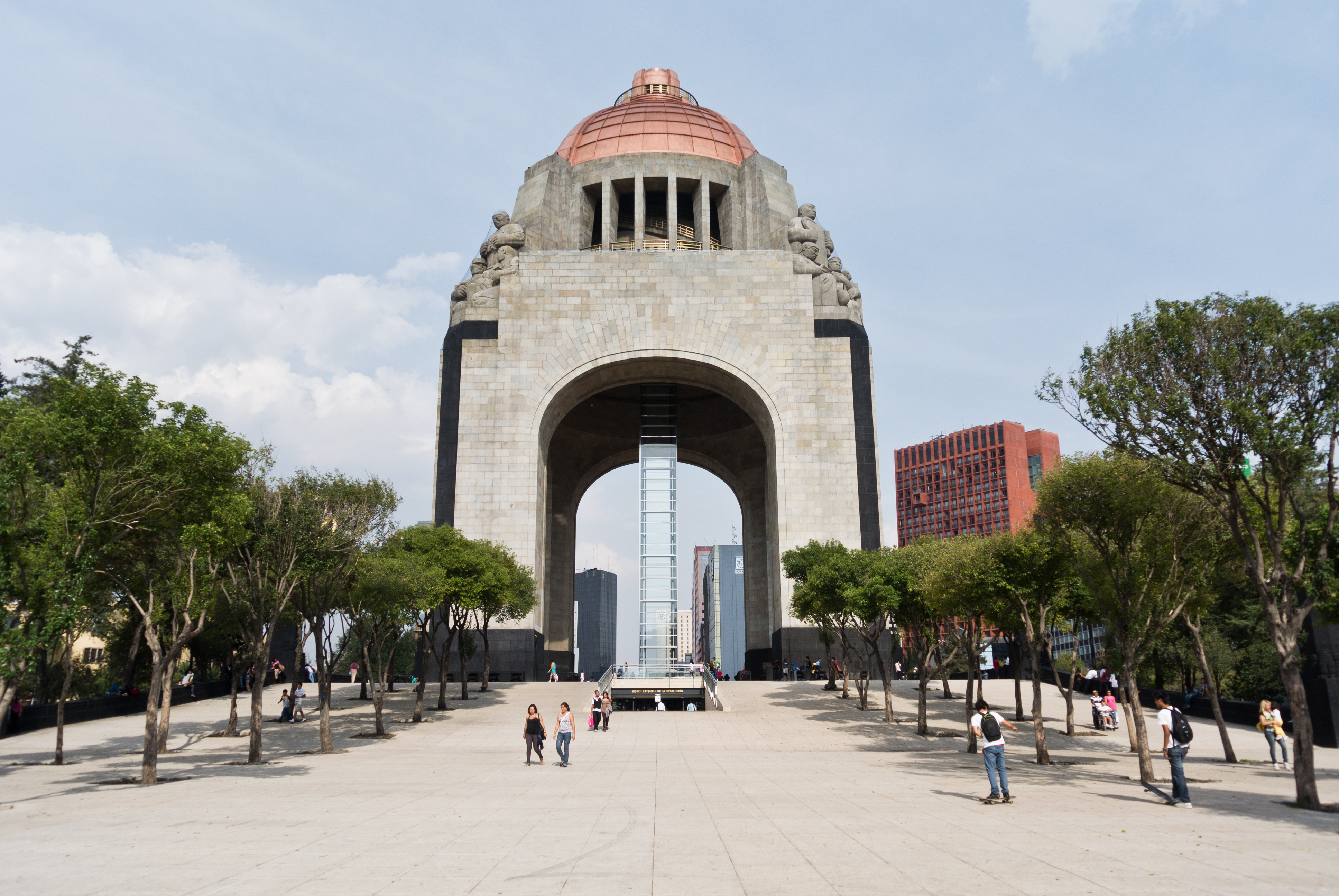

Revolutionsmonumentet i Mexico City (spanska: Monumento a la Revolucion) är ett monument till minne om den 
mexikanska revolutionen. Monumentet är 67 meter högt och världens högsta triumfbåge.
Det är även mausoleum för hjältarna från 1910 års revolution: Francisco Madero, Pancho Villa, Venustiano Carranza, Plutarco Elías Calles och  Lázaro Cárdenas. General  Emiliano Zapata är dock begravd i Cuautla Morelos. 

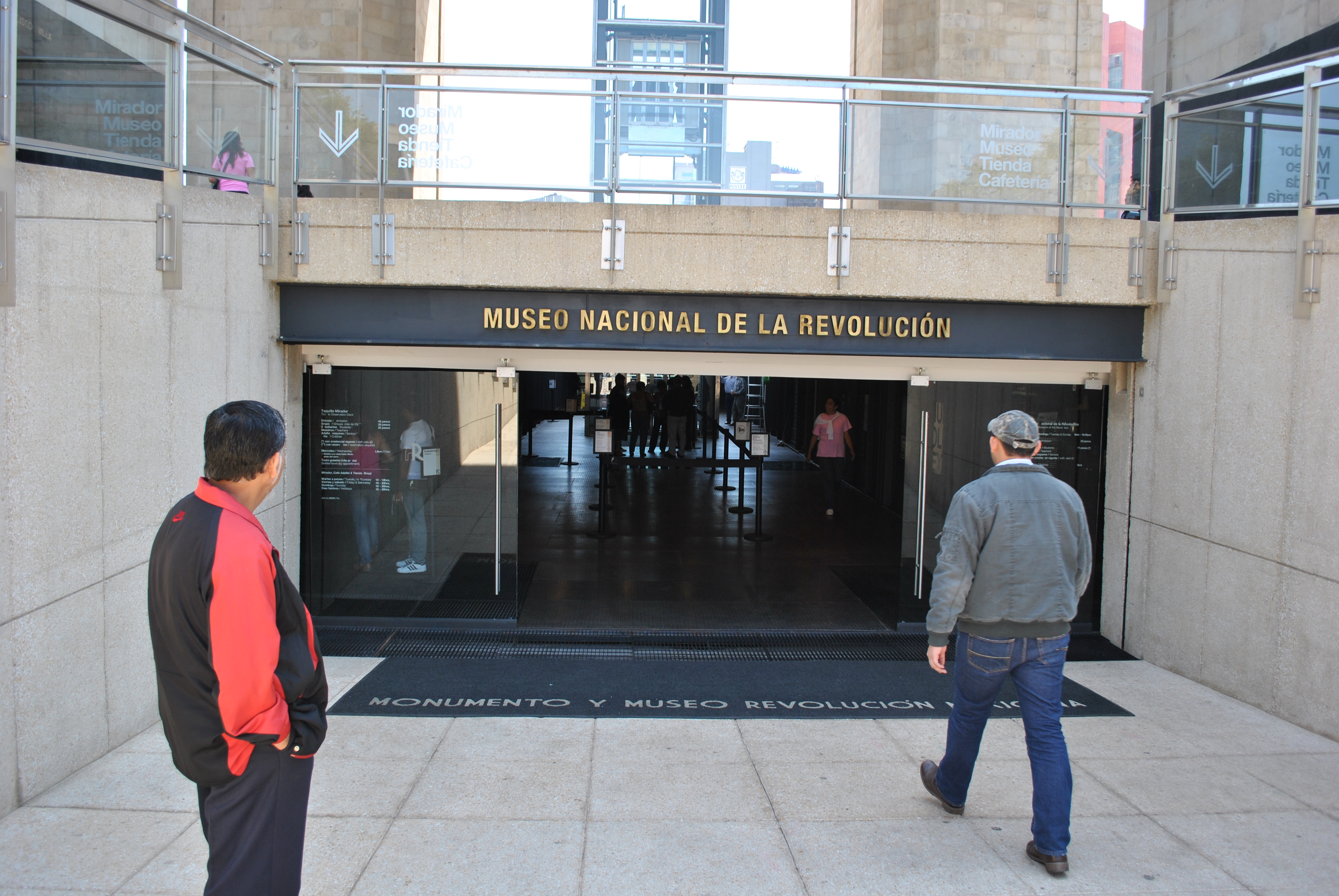
Ingången till revolutionsmuseet.

År 1986 byggdes ett revolutionsmuseum, Museo Nacional de la Revolución, under revolutionsmonumentet. Museet  utvidgades och moderniserades 2010 till tvåhundraårsminnet av den mexikanska revolutionen.

## Bakgrund

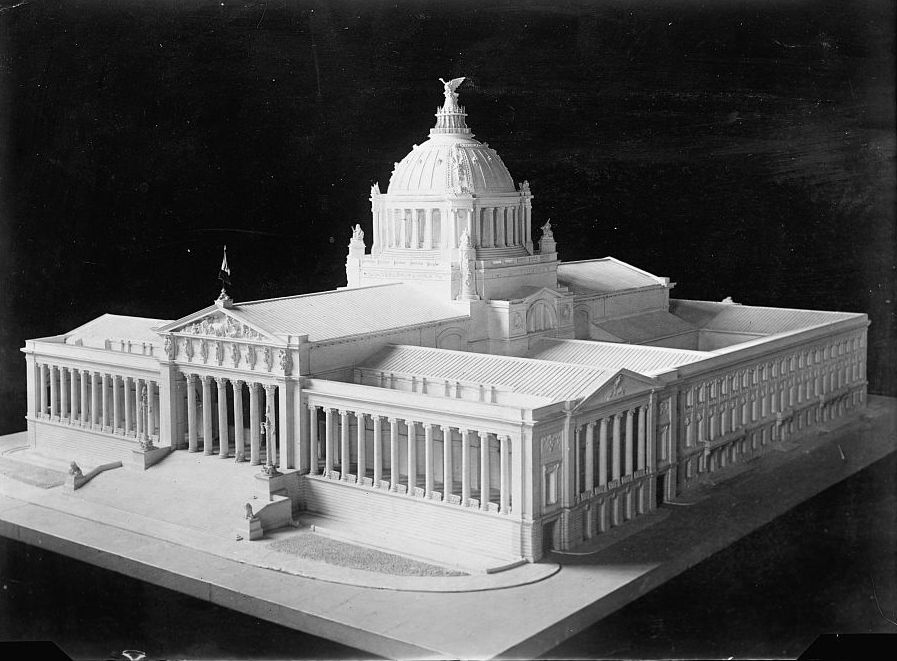
Modell av Palacio Legislativo.

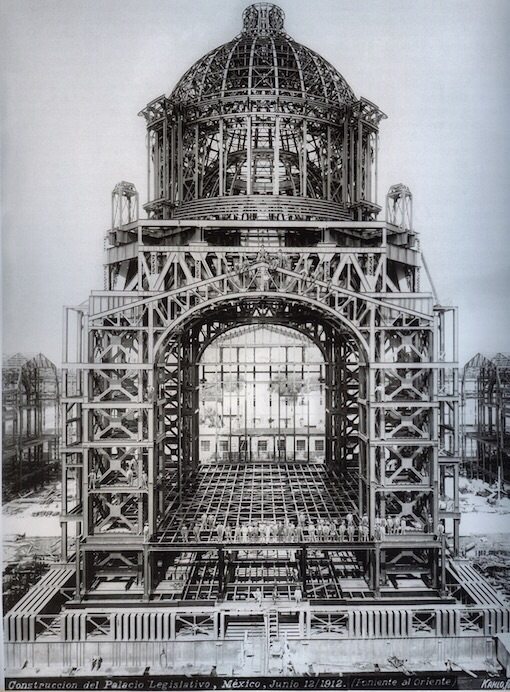
Från byggnationen. Foto av Guillermo Kahlo, 12 juni 1912.

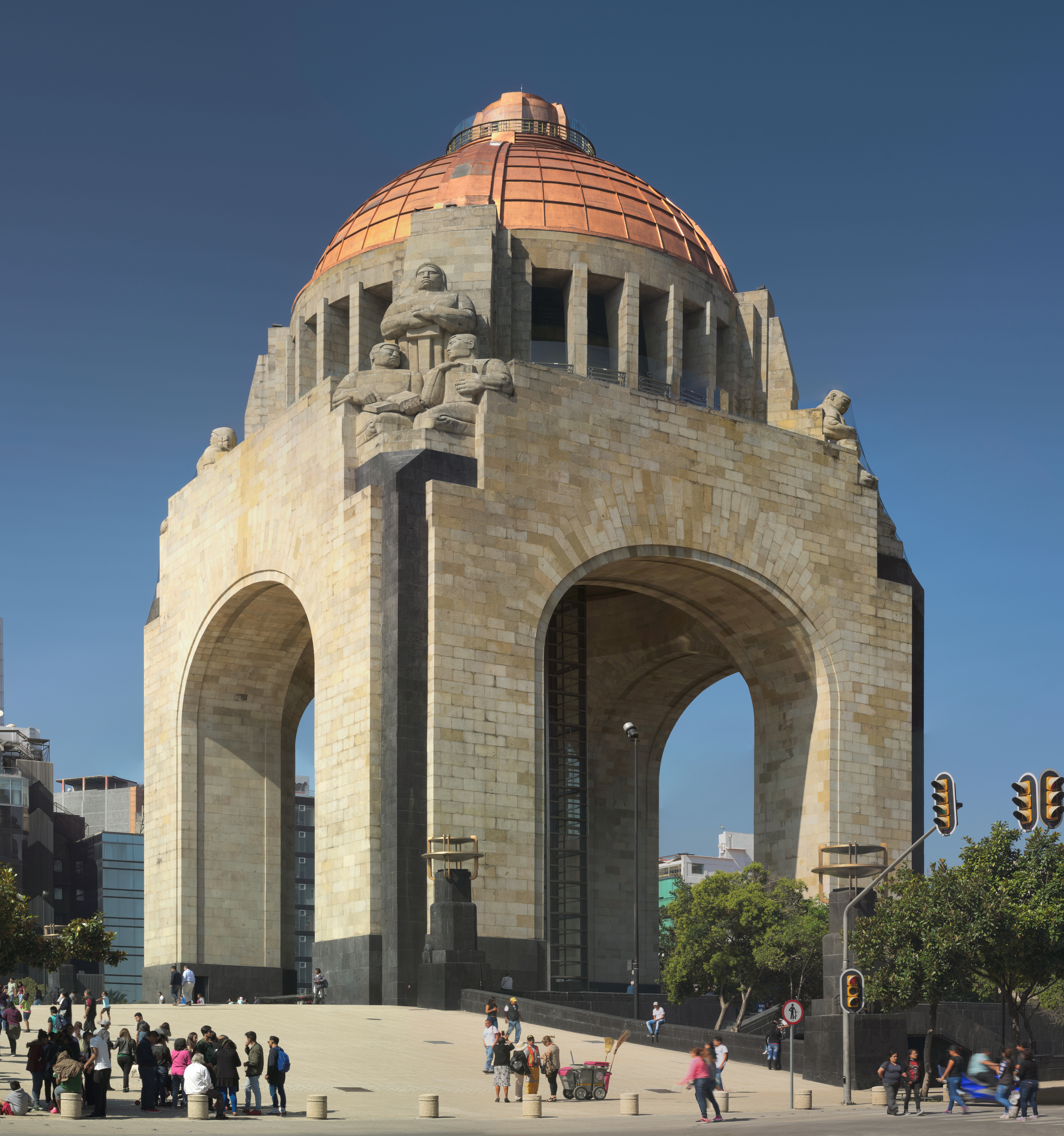
Monumento a la Revolución.

Monumentet skulle ursprungligen ha varit centrum av senatsbyggnaden Palacio Legislativo som började byggas år 1910 under president Porfirio Díaz regeringstid, men byggnationen avbröts av den mexikanska revolutionen. Presidenten hade utsett en fransk arkitekt, Émile Bénard, till att rita byggnaden i nyklassisk stil. Strukturen skulle byggas av järn och fasaden av italiensk marmor och norsk granit och dekoreras med bladguld. Díaz lade grundstenen till byggnaden under hundraårsfirandet av Mexikos frigörelse 1910, samma år som han invigde El Ángel de la Independencia.
Porfirio Díaz efterträddes som president av Francisco Madero som fortsatte projektet till sin död 1913 varefter det avstannade. År 1931 beslöt man att riva den rostskadade konstruktionen, men 1938 föreslog den mexikanska arkitekten Carlos Obregón Santacilia att senatsbyggnadens kupol skulle byggas om till ett mononument över revolutionens hjältar. Förslaget godkändes och strukturen omvandlades till ett Art déco monument påverkad av mexikansk socialistisk realism. Den mexikanska skulptören Oliverio Martínez skapade fyra skulpturgrupper till monumentet som invigdes av president Lázaro Cárdenas.